# 정지원 (1968년)
정지원(1968년 ~ )은 전 경인방송, 엑스포츠의 야구 캐스터이자, 지금은 동아일보 종편채널 채널 A의 스포츠부장을 맡고 있는 대한민국의 방송인이다.
1995년 한국 스포츠 TV 개국멤버로 방송인 활동을 시작했고, 1997년 iTV 인천방송(현, 경인방송 iFM의 전신)이 개국하자 인천방송으로 자리를 옮겼다. 1998년부터 인천방송이 박찬호의 선발등판 경기를 비롯한 미국 MLB 중계권을 획득하면서 1998년부터 2000년까지 메이저 리그 캐스터로 활동했으며, MLB 중계권이 만료된 2001년부터 경인방송이 폐업하는 2004년까지 KBO 리그 캐스터로 활동했다.
2004년 말 경인방송의 폐업 이 후 재개국 추진위원회인 '경인방송 희망조합'에서 활동하다가  2005년 3월 25일에 엑스포츠 개국멤버로 자리를 옮겨 엑스포츠가 폐국되는 2009년까지 아나운서 실장 대우의 캐스터로 활동했다. 2009년 12월, CJ미디어 대외협력팀장을 거친 뒤 2011년 10월 동아일보의 종합편성채널인 채널 A 개국멤버로 스포츠부장을 맡게 되면서 현재는 야구 캐스터 활동을 중단한 상태이다. 2013년 11월 19일 채널 A가 독점 생중계한 WBA 밴텀급 챔피언전을 중계하며, 오랜만에 캐스터로 복귀하였다.

## 가족관계
2006년 9월 23일, MBC의 라디오 프로그램 '아이 러브 스포츠'의 진행자였던 방송인 이은하와 결혼했다.